# BU-730
La BU-730, conocida coloquialmente como Carretera de Orón o Carretera de Valverde, es una carretera autonómica que transcurre entre la localidad de Miranda de Ebro y el límite provincial de La Rioja. Se trata de una vía de entrada o salida a la ciudad desde La Rioja así como desde la  N-1 . 
El inicio de esta carretera burgalesa está en el casco urbano de Miranda de Ebro, concretamente en el casco histórico de la misma. Finaliza en el límite con la provincia de La Rioja, cerca de la localidad de Bugedo. A partir de este punto, en suelo riojano pasa a llamarse  LR-304 . La longitud de esta carretera es aproximadamente de 10,1 km y conecta el centro de la ciudad con el barrio de El Crucero, las pedanías de Orón y Valverde así como con el Hospital Santiago Apóstol, punto donde se enlaza además con la  N-1 .
Durante todo su recorrido consta de una sola calzada, con un carril para cada sentido de circulación y arcenes a ambos lados. La  BU-730  tenía en 2004 una IMD de 2.932 vehículos diarios.